# La Jarrie-Audouin
Pour les articles homonymes, voir Jarrie (homonymie) et Audouin.
La Jarrie-Audouin est une commune du Sud-Ouest de la France située dans le département de la Charente-Maritime, en région Nouvelle-Aquitaine.
Ses habitants sont appelés les Jarriens et les Jarriennes.

## Géographie
Le village actuel résulte de l'agglomération (durant le Moyen Âge) des hameaux de La Vaudion, de Pié Pelé et du petit centre bourg.

### Communes limitrophes
| Vergné | Coivert              | Saint-Martial          |
| Loulay | La Jarrie-Audouin    | Saint-Pierre-de-l'Isle |
|        | Antezant-la-Chapelle |                        |

## Urbanisme

### Typologie
Au 1er janvier 2024, La Jarrie-Audouin est catégorisée commune rurale à habitat dispersé, selon la nouvelle grille communale de densité à 7 niveaux définie par l'Insee en 2022.
Elle est située hors unité urbaine. Par ailleurs la commune fait partie de l'aire d'attraction de Saint-Jean-d'Angély, dont elle est une commune de la couronne,. Cette aire, qui regroupe 37 communes, est catégorisée dans les aires de moins de 50 000 habitants,.

### Occupation des sols
L'occupation des sols de la commune, telle qu'elle ressort de la base de données européenne d’occupation biophysique des sols Corine Land Cover (CLC), est marquée par l'importance des territoires agricoles (78,5 % en 2018), une proportion identique à celle de 1990 (78,5 %). La répartition détaillée en 2018 est la suivante : 
terres arables (65,2 %), forêts (15,8 %), prairies (8,5 %), zones urbanisées (5,7 %), zones agricoles hétérogènes (4,8 %). L'évolution de l’occupation des sols de la commune et de ses infrastructures peut être observée sur les différentes représentations cartographiques du territoire : la carte de Cassini (XVIIIe siècle), la carte d'état-major (1820-1866) et les cartes ou photos aériennes de l'IGN pour la période actuelle (1950 à aujourd'hui).

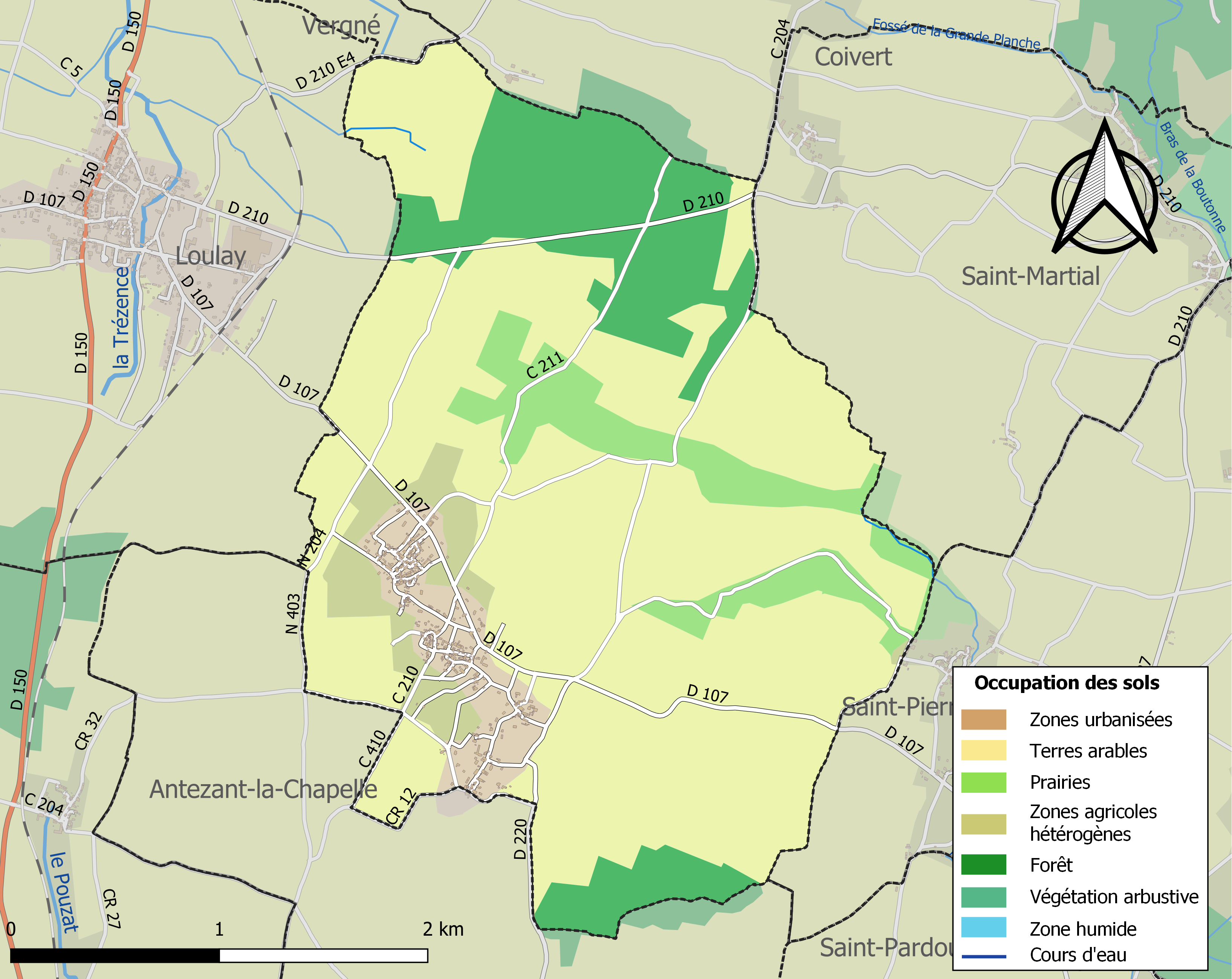
Carte des infrastructures et de l'occupation des sols de la commune en 2018 (CLC).

### Risques majeurs
Le territoire de la commune de La Jarrie-Audouin est vulnérable à différents aléas naturels : météorologiques (tempête, orage, neige, grand froid, canicule ou sécheresse) et séisme (sismicité modérée). Il est également exposé à un risque technologique,  le transport de matières dangereuses. Un site publié par le BRGM permet d'évaluer simplement et rapidement les risques d'un bien localisé soit par son adresse soit par le numéro de sa parcelle.

#### Risques naturels

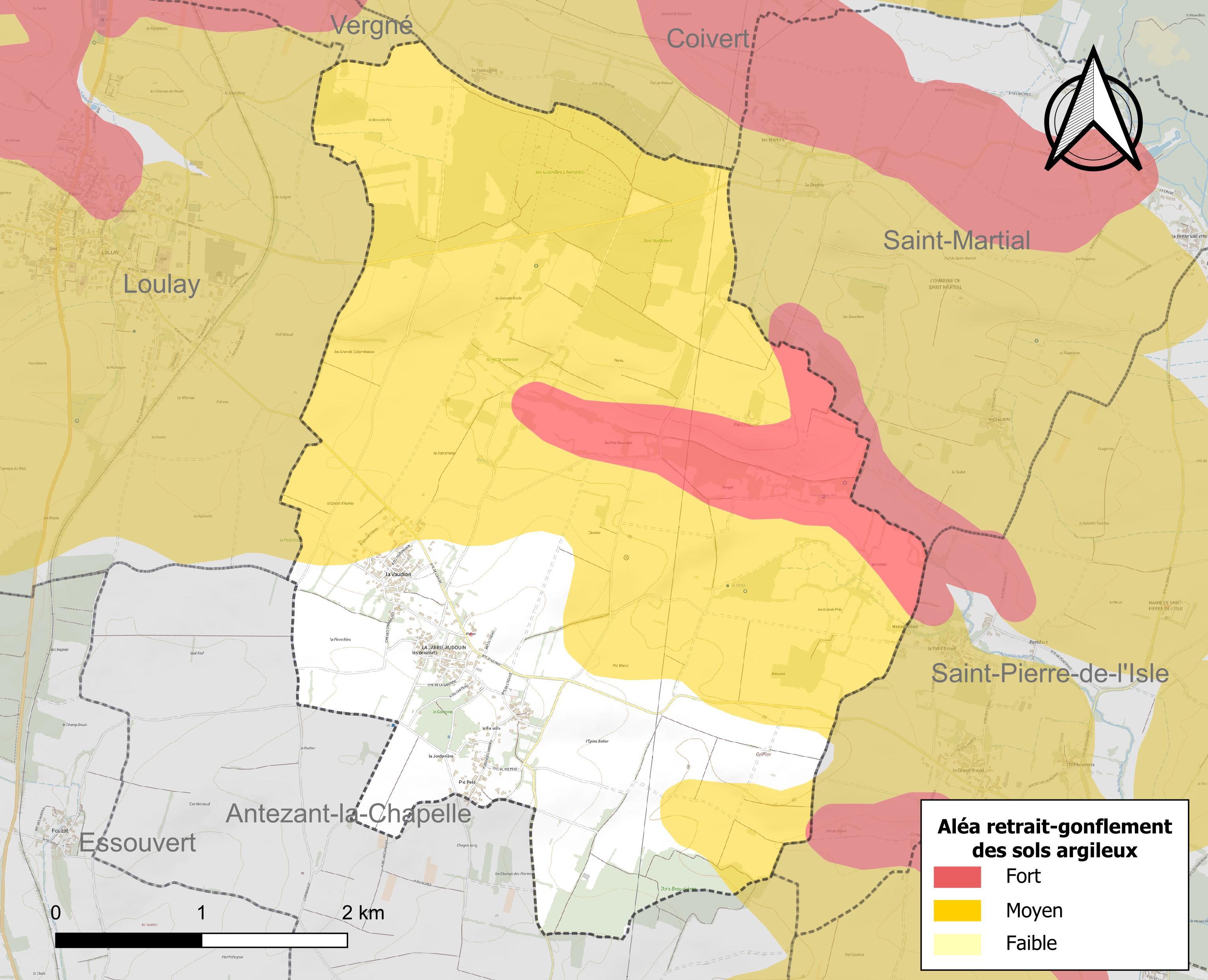
Carte des zones d'aléa retrait-gonflement des sols argileux de La Jarrie-Audouin.

Le retrait-gonflement des sols argileux est susceptible d'engendrer des dommages importants aux bâtiments en cas d’alternance de périodes de sécheresse et de pluie. 71,7 % de la superficie communale est en aléa moyen ou fort (54,2 % au niveau départemental et 48,5 % au niveau national). Sur les 191 bâtiments dénombrés sur la commune en 2019,  13 sont en aléa moyen ou fort, soit 7 %, à comparer aux 57 % au niveau départemental et 54 % au niveau national. Une cartographie de l'exposition du territoire national au retrait gonflement des sols argileux est disponible sur le site du BRGM,.
Par ailleurs, afin de mieux appréhender le risque d’affaissement de terrain, l'inventaire national des cavités souterraines permet de localiser celles situées sur la commune.
La commune a été reconnue en état de catastrophe naturelle au titre des dommages causés par les inondations et coulées de boue survenues en 1982, 1999 et 2010. Concernant les mouvements de terrains, la commune a été reconnue en état de catastrophe naturelle au titre des dommages causés par des mouvements de terrain en 1999 et 2010.

#### Risques technologiques
Le risque de transport de matières dangereuses sur la commune est lié à sa traversée par une ou des infrastructures routières ou ferroviaires importantes ou la présence d'une canalisation de transport d'hydrocarbures. Un accident se produisant sur de telles infrastructures est susceptible d’avoir des effets graves sur les biens, les personnes ou l'environnement, selon la nature du matériau transporté. Des dispositions d’urbanisme peuvent être préconisées en conséquence.

## Toponymie
Le toponyme est issu du latin médiéval garrica, le masculin en ancien occitan est garric (« chêne kermès »), auquel correspond dans le domaine d'oil, jard ou jarrie (« chêne kermès »).
Cet ensemble serait dér. d'un type préroman carra- pour l'identification duquel les avis divergent :
1. selon certains, la base préromane est carra- (« pierre, caillou »), les sols pierreux donnant naissance à une végétation rabougrie et épineuse.
2. pour d'autres, la racine est karr- (« chêne ») d'où les dénominations de plantes épineuses, de landes.

## Histoire
La Jarrie-Audouin fut fondée au Moyen Âge en bordure de l'ancienne route royale reliant Paris à Bordeaux.
La première mention écrite de La Jarrie-Audouin remonte au XIe siècle. Vers 1070, Guillaume VIII d'Aquitaine (dit Gui Geoffroy), duc d'Aquitaine et comte du Poitou, fait don à l'abbaye de Montierneuf, de la Jarrie avec toutes ses dépendances, sauf la dîme déjà distribuée à l'abbaye de Saint-Jean-d'Angély.
Il faut attendre le XIVe siècle, pour que le suffixe Audouin soit mentionné avec le passage du territoire, jusqu'alors sous la domination d'un prieur, aux mains d'un chevalier (probable conséquence de la guerre de Cent Ans).

## Politique et administration

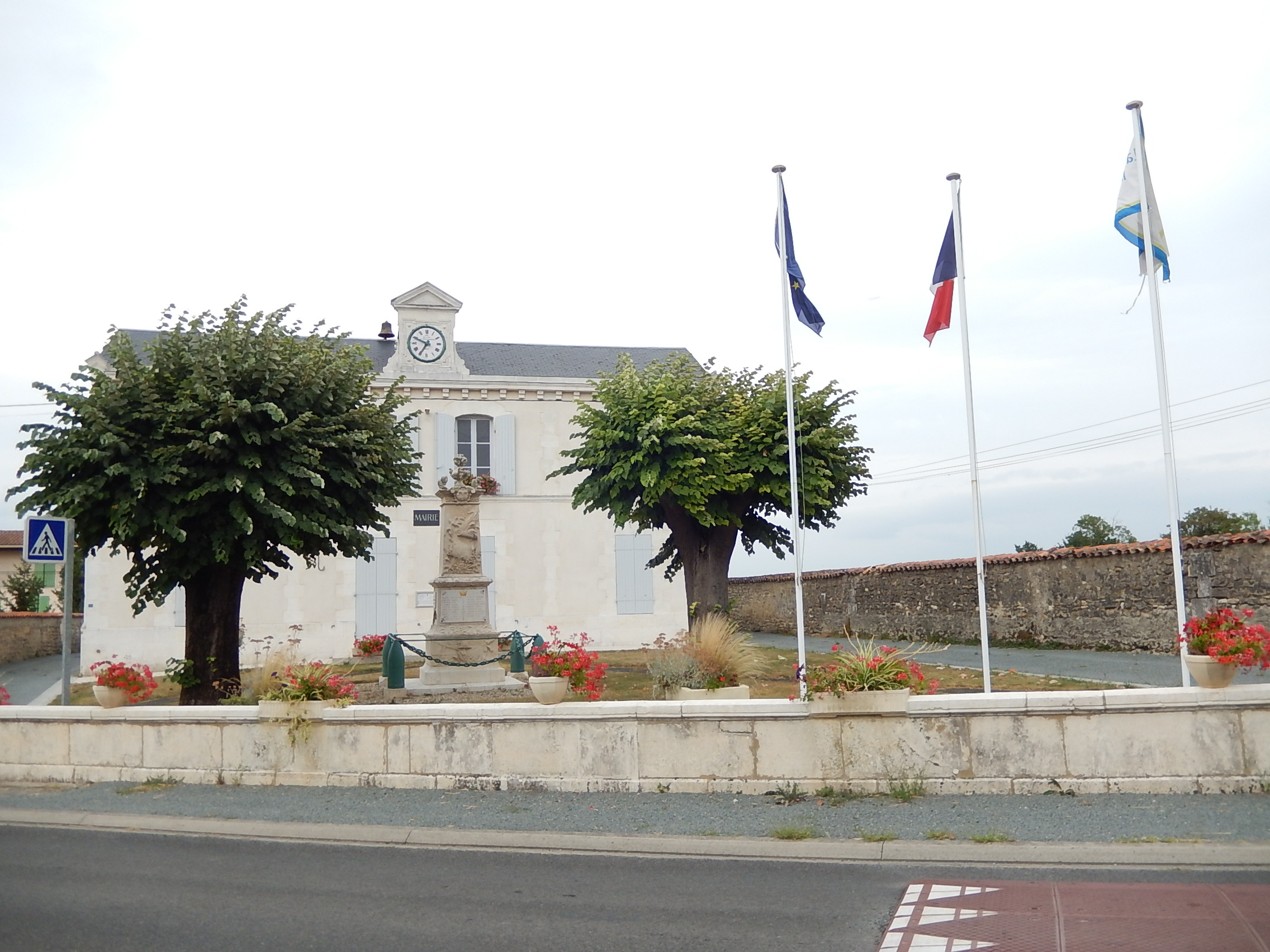
La mairie de la Jarrie-Audouin.

### Liste des maires
| Période                                  | Période  | Identité               | Étiquette | Qualité                    |
| ---------------------------------------- | -------- | ---------------------- | --------- | -------------------------- |
| 2001                                     | 2008     | Dominique Nouraud      |           |                            |
| 2008                                     | 2014     | Nicole Pelletan-Adrien |           | Retraitée du trésor public |
| 2014                                     | En cours | Jacky Raud             |           | Artisan retraité           |
| Les données manquantes sont à compléter. |          |                        |           |                            |

### Politique environnementale
Dans son palmarès 2024, le Conseil national de villes et villages fleuris de France a attribué deux fleurs à la commune.

## Population et société

### Démographie

#### Évolution démographique
L'évolution du nombre d'habitants est connue à travers les recensements de la population effectués dans la commune depuis 1793. Pour les communes de moins de 10 000 habitants, une enquête de recensement portant sur toute la population est réalisée tous les cinq ans, les populations de référence des années intermédiaires étant quant à elles estimées par interpolation ou extrapolation. Pour la commune, le premier recensement exhaustif entrant dans le cadre du nouveau dispositif a été réalisé en 2005.

En 2022, la commune comptait 272 habitants, en évolution de +1,12 % par rapport à 2016 (Charente-Maritime : +4,04 %, France hors Mayotte : +2,11 %).
| 1793 | 1800 | 1806 | 1821 | 1831 | 1836 | 1841 | 1846 | 1851 |
| ---- | ---- | ---- | ---- | ---- | ---- | ---- | ---- | ---- |
| 400  | 394  | 434  | 441  | 502  | 515  | 566  | 555  | 586  |

| 1856 | 1861 | 1866 | 1872 | 1876 | 1881 | 1886 | 1891 | 1896 |
| ---- | ---- | ---- | ---- | ---- | ---- | ---- | ---- | ---- |
| 547  | 556  | 569  | 537  | 568  | 523  | 515  | 510  | 458  |

| 1901 | 1906 | 1911 | 1921 | 1926 | 1931 | 1936 | 1946 | 1954 |
| ---- | ---- | ---- | ---- | ---- | ---- | ---- | ---- | ---- |
| 505  | 436  | 404  | 402  | 363  | 366  | 379  | 337  | 350  |

| 1962 | 1968 | 1975 | 1982 | 1990 | 1999 | 2005 | 2006 | 2010 |
| ---- | ---- | ---- | ---- | ---- | ---- | ---- | ---- | ---- |
| 322  | 302  | 269  | 278  | 268  | 272  | 259  | 254  | 284  |

| 2015 | 2020 | 2022 | - | - | - | - | - | - |
| ---- | ---- | ---- | - | - | - | - | - | - |
| 273  | 278  | 272  | - | - | - | - | - | - |

## Culture et patrimoine

### Lieux et monuments
- Église Sainte-Madeleine (XIIe siècle) : de l’église Sainte-Madeleine du Moyen Âge, bâtie en remplacement d'une ancienne chapelle, n’ont survécu que l’abside et le chœur. Le reste de l'édifice a dû être reconstruit au fil des siècles. L’abside avec ses  groupes de colonnes qui l’étayent et la structurent en cadrant les fenêtres romanes à colonnettes et chapiteaux de feuillages et de démons (ainsi que la corniche à modillons) restent, même si le feu a rendu peu lisibles beaucoup de détails sculptés[19].
- Plusieurs fontaines et lavoirs, dont le lavoir de Gazillon situé au nord du village.
- Un four à chaux, à l'est du village.
- Un pigeonnier, à Vaudion.

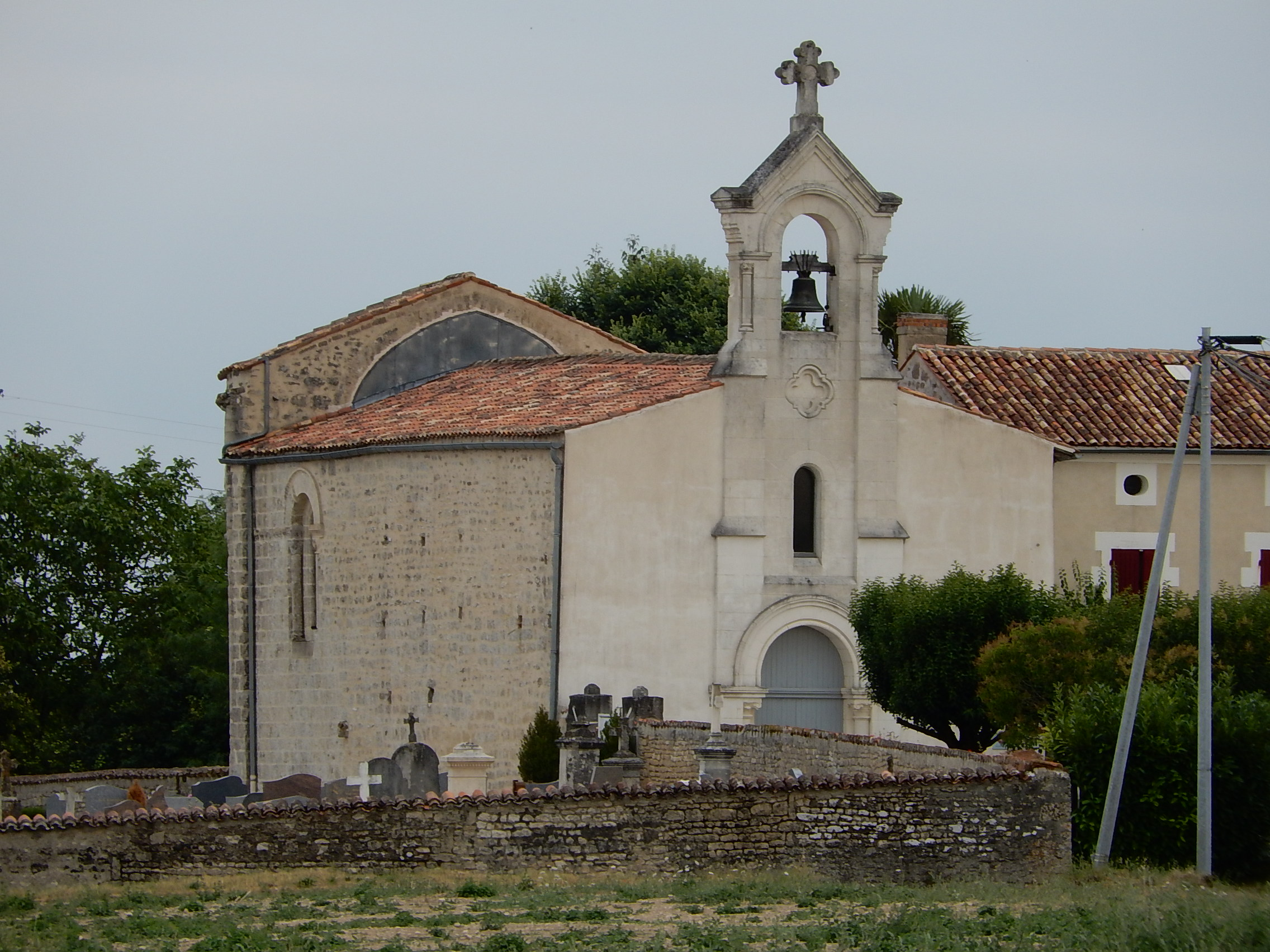
L'église Sainte-Madeleine.
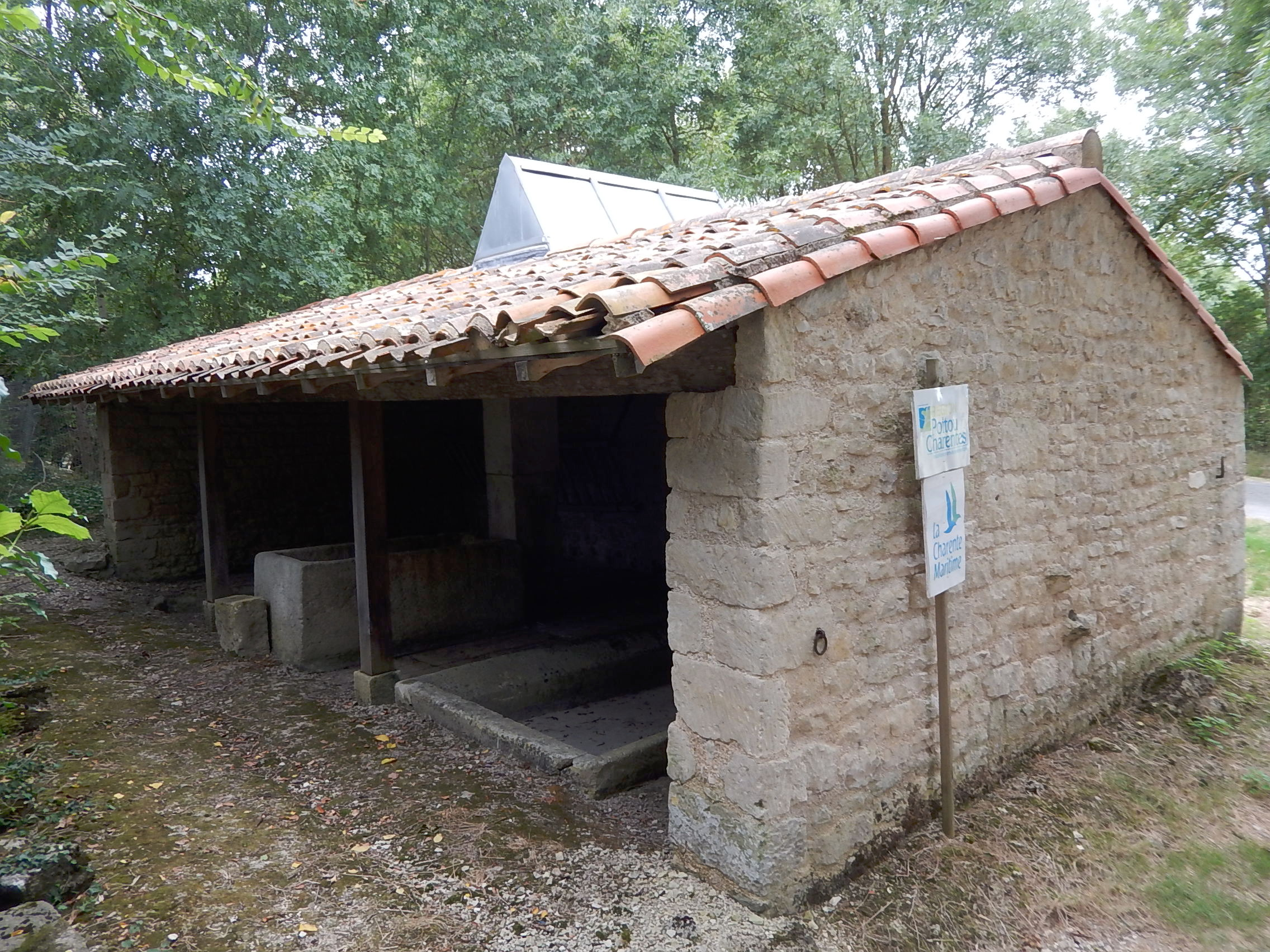
Le lavoir de Gazillon.
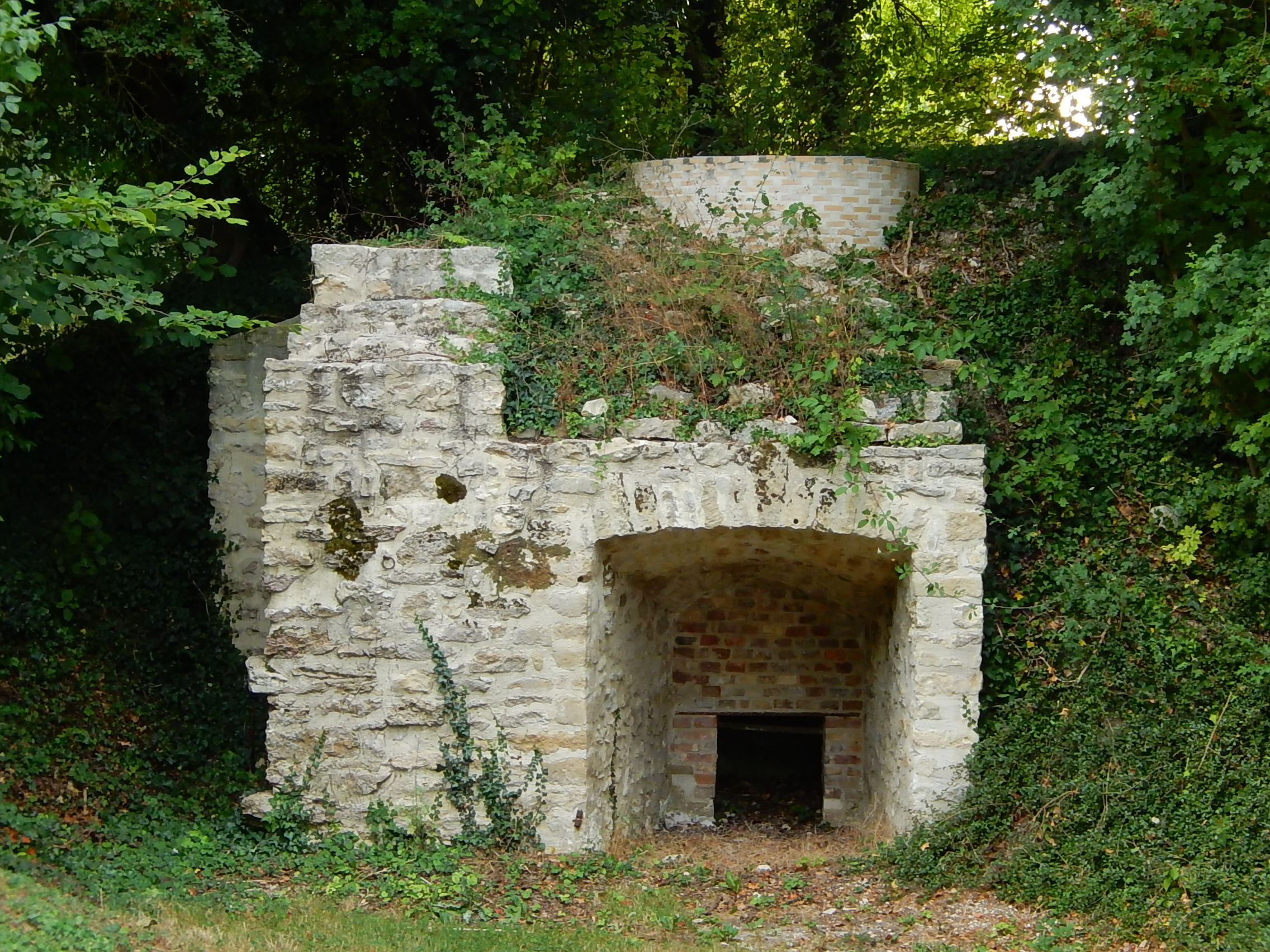
Le four à chaux.
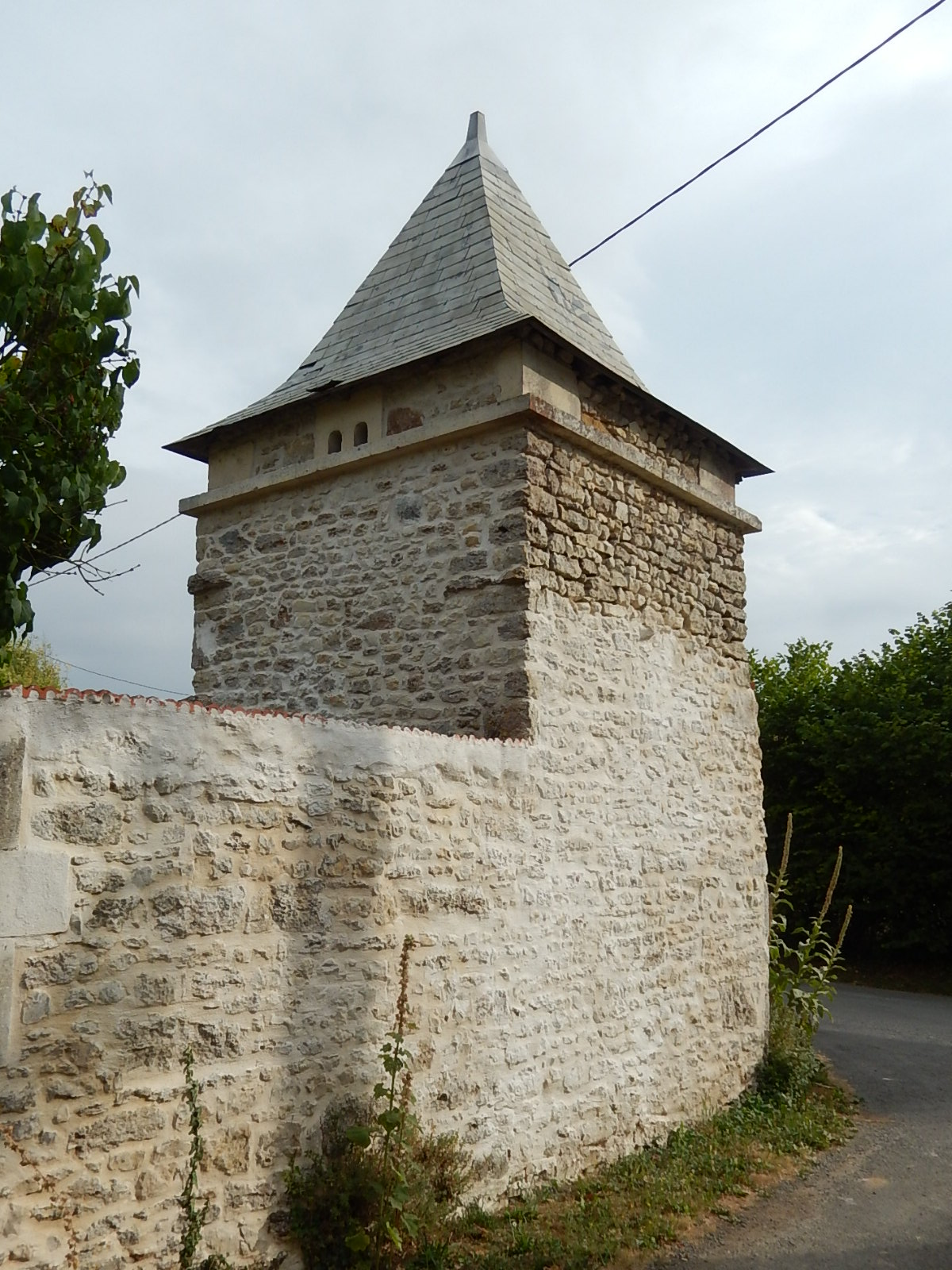
Le pigeonnier de Vaudion.

### Personnalités liées à la commune
- James Denis (1906-2003), né à La Jarrie-Audouin le 1er février 1906, aviateur des forces aériennes françaises libres, commandant la 1re escadrille Strasbourg du Groupe de chasse Alsace, Compagnon de la Libération[20]

### Héraldique
| Blason de La Jarrie-Audouin | Blason  | D'azur au chevron d'or accompagné en chef dextre d'un chêne de sinople, en chef senestre d'une grappe de raisin de gueules tigée de sinople et en pointe d'une perdrix couronnée et contournée d'or. |
| Blason de La Jarrie-Audouin | Détails | * Il y a là non-respect de la règle de contrariété des couleurs : ces armes sont fautives (gueules et sinople sur azur). Le statut officiel du blason reste à déterminer.                            |